# جنگ سند

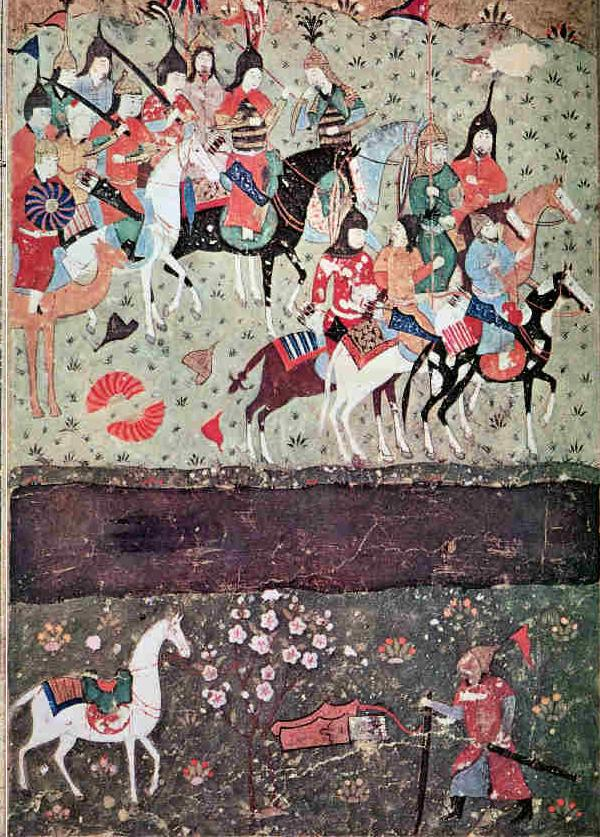
یک نقاشی مربوط به سدهٔ شانزدهم میلادی از جنگ رود سند. در این تصویر چنگیز و سپاهیانش در حال نظارهٔ جلال‌الدین و گذشت او از رود سند هستند.

جنگ سند جنگی بود که در هشتم شوال سال ۶۱۸ ه ق مابین چنگیز خان و جلال‌الدین خوارزمشاه در کنار رود سند در گرفت.

## پیشینه
سلطان محمد خوارزمشاه در شوال ۶۱۷ ه ق در جزیرهٔ آبسکون بعد از آنکه خبر اسارت ترکان خاتون را شنید در نزد سه پسر خود رکن‌الدین غورسانچی و غیاث‌الدین خوارزمشاه پسر ارشد خود یعنی جلال‌الدین را به ولیعهدی انتخاب کرد. پس از فتح خراسان و سمرقند توسط چنگیز پسران خوارزمشاه جلال‌الدین و برادران کوچک‌ترش اوزلاغ شاه و آق شاه از خوارزم گریختند. اوزلاغ شاه و آق شاه در هنگام گریز توسط دسته‌ای از مغولان کشته شدند اما در اواخر سال ۶۱۷ جلال‌الدین به همراه تیمور ملک والی سابق خجند در نزدیکی شهر نسا بر گروهی از مغولان پیروز شد و راهی نیشابور گشت اما نتوانست در خراسان سپاه کافی گرد آورد و از آنجا راهی هرات شد. او در اوایل سال ۶۱۸ به شهر غزنین وارد شد و سپس سپاهی مرکب از اقوام مختلف ترک و افغانی و غوری و خلج و قرلق تشکیل داده و در قصبه پروان از آبادی‌های بین غزنه و بامیان اردو زد و از آنجا بر چنگیزیان تاخت و قریب ۱۰۰۰ تن از ایشان را کشت و بقیه را منهزم کرد. چنگیزیان مغلوب از جیحون گذشته و شرح واقعه را به چنگیز دادند. چنگیز برای دفع او سپاه بزرگی را به پروان فرستاد ولی پس از دو روز جنگ سپاه جلال‌الدین پیروز شدند و عموم مردم بلاد از این پیروزی شاد گشتنداما پس از فتح پروان بین سران سپاه جلال‌الدین بر سر تقسیم غنایم اختلاف افتاد و در مدت چند ماه هر دسته رهبر گروه دیگر را کشتند و بقیه را نیز مغول از میان برداشتند.
در این تاریخ چنگیز خان از محاصرهٔ طالقان خراسان و قلعهٔ آن به نام نصرت کوه فارغ شده بود و چون خبر شکست سپاهیانش را در جنگ پروان شنید، تصمیم گرفت که از راه بامیان به غزنین محل اقامت جلال‌الدین برود. چون جلال‌الدین نمی‌توانست در مقابل لشکریان چنگیز بایستد غزنین را ترک کرد و مصمم شد که از رود سند بگذرد.

## شرح نبرد

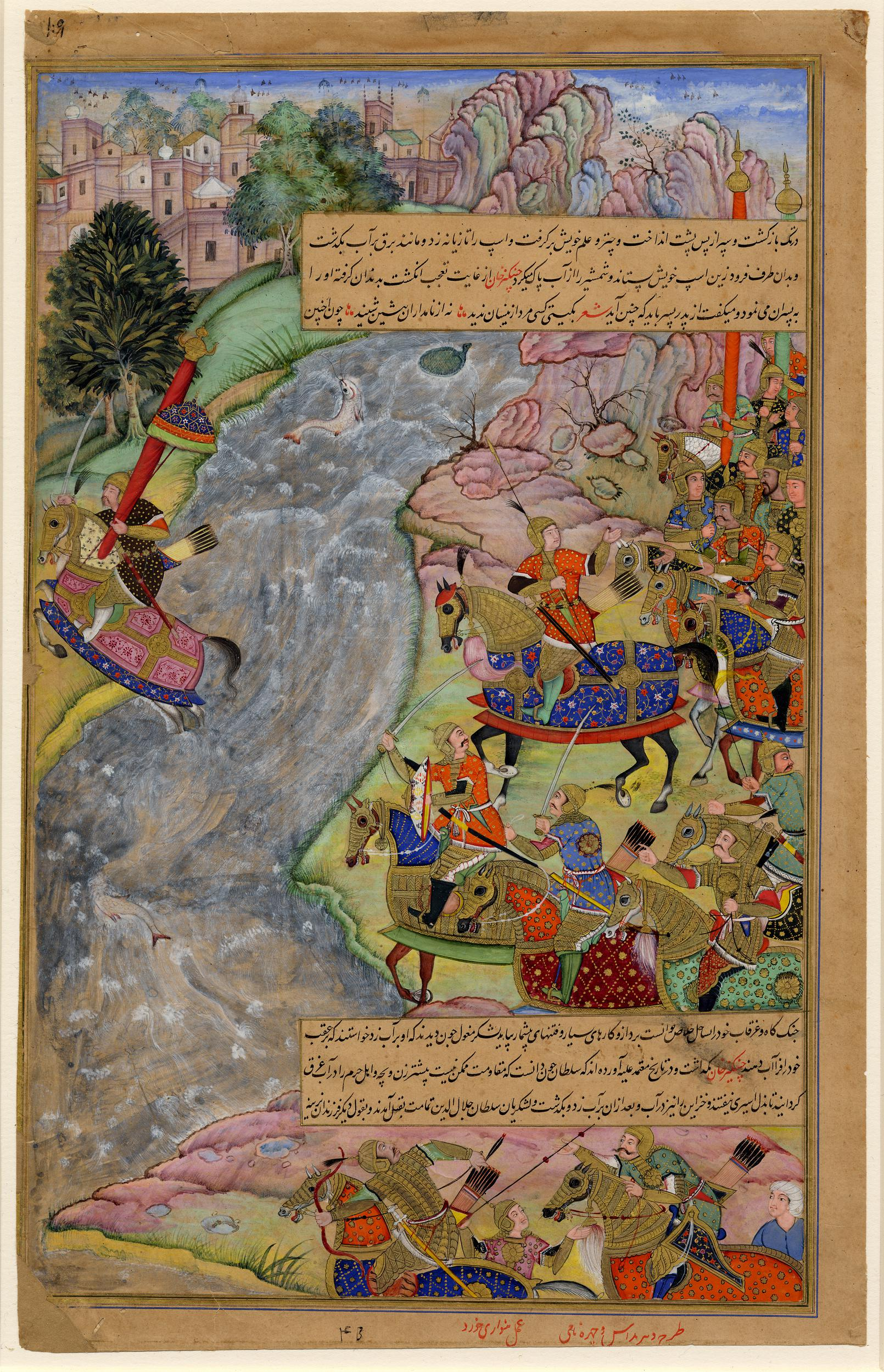
یک نقاشی که جلال الدین را در حال گذشتن از رود خروشان سند برای فرار از دست چنگیزخان را به تصویر کشیده است.

چنگیزخان بعد از ۱۵ روز از ترک غزنین توسط سلطان جلال‌الدین خوارزمشاه به این شهر رسید و با شتاب به عقب او راهی رود سند شد. جلال‌الدین قصد تهیه کشتی برای عبور از سند بود و تنها فرصت کرد یک کشتی برای عبور دادن مادر و زنان حرم خود بیابد ولی از قضا این کشتی نیز بر اثر امواج رودخانه شکست و غیرقابل استفاده شد. مغولان در کنار سند نزدیک معبر نیلاب به جلال‌الدین رسیدند. جلال‌الدین رشادت بسیار به خرج داد و قلب سپاه چنگیزخان را شکست اما پسرش که هفت یا هشت سال بیشتر نداشت به دست مغولان افتاد و به امر چنگیزخان کشته شد. مادر و همسران به شیون از جلال‌الدین خواستند که قبل از به چنگ افتادن آنان به دست سپاه چنگیز آنان را بکشد. جلال‌الدین نیز امر کرد که آنان را در آب سند غرق کنند. جلال‌الدین با تعدادی از یاران خود مدت‌ها جنگید و چون دید قدرت پایداری در او نمانده با اسب بر لشکریان چنگیزخان تاخت و همین‌که اندکی ایشان را عقب راند خود به آب سند زد و سلامت به خاک هند رسید و از این پس اسبی را که باعث نجات او شده بود بسیار گرامی می‌داشت و تا سال فتح تفلیس او را از سواری معاف کرده بود.
چنگیزخان از بقیهٔ لشکر جلال‌الدین هر کس که باقی مانده بود قتل‌عام کرد و از خاندان او نیز اطفال و ذکور را از دم تیغ گذراند و حتی طفل شیرخوار را نیز زنده باقی نگذاشت و بقیه حرم جلال‌الدین را هم اسیر کرده به مغولستان فرستاد همچنین حکم کرد که غواصان در آب سند فرو رفته و آنچه اشیای قیمتی و نفیس که به دستور جلال‌الدین در رود غرق کرده بودند را بیرون آوردند و دو پسر خود اوگتای‌خان و جغتای را در آن حوالی گذاشت تا اگر سلطان باز گردد او را دستگیر کنند و خود به لب جیحون مراجعت کرد.

## اثرات جنگ
بعد از مدتی خبر ظهور جلال‌الدین و فتوحات او شایع شد و مردم در خراسان و ماوراءالنهر در صدد تعریض به چنگیزیان برآمدند و به امید غلبهٔ او بسیاری از حکام و شحنگان مغول را کشتند. اما طغیان و شورش مردم بلاد جنوب ماوراءالنهر پس از خرابی مرو، هرات و نیشابور به زودی خوابید.